# Sis dies de Breslau
Els Sis dies de Breslau era una cursa de ciclisme en pista, de la modalitat de sis dies, que es corria al Pavelló del Centenari de Breslau, quan aquesta ciutat pertanyia a Alemanya. La seva primera edició es va disputar el 1921 i la darrera el 1931. Willy Rieger i Piet van Kempen, amb tres victòries, foren els ciclistes que més vegades guanyaren la cursa.

## Palmarès
|         | Primers                             | Segons                               | Tercers                                |
| ------- | ----------------------------------- | ------------------------------------ | -------------------------------------- |
| 1921    | Willy Lorenz · Eugen Stabe          | Karl Saldow · Willy Techmer          | Hermann Packebusch · Arthur Stellbrink |
| 1922-23 | No disputats                        |                                      |                                        |
| 1924    | Willy Lorenz · Franz Krupkat        | Giuseppe Oliveri · Alessandro Tonani | Richard Golle · Eugen Stabe            |
| 1925    | No disputats                        |                                      |                                        |
| 1926    | Ernst Feja · Piet van Kempen        | Aloïs Persyn · Jules Verschelden     | Fritz Knappe · Willy Rieger            |
| 1927    | Charles Lacquehay · Georges Wambst  | Paul Kroll · Werner Miethe           | Fritz Bauer · Oskar Tietz              |
| 1928    | Costante Girardengo · Willy Rieger  | Charles Lacquehay · Georges Wambst   | Lothar Ehmer · Georg Kroschel          |
| 1929    | Emil Richli · Willy Rieger          | Lothar Ehmer · Georg Kroschel        | Fritz Knappe · Werner Miethe           |
| 1930    | Paul Buschenhagen · Piet van Kempen | Erich Junge · Jan Pijnenburg         | Karl Goebel · Willy Rieger             |
| 1931    | Willy Rieger · Piet van Kempen      | Adolf Schoen · Jan Pijnenburg        | Fritz Preuss · Paul Resiger            |